# Оніщук Владислав Іванович
Владислав Іванович Оніщук — солдат Збройних Сил України, учасник російсько-української війни, що загинув у ході російського вторгнення в Україну в 2022 році.

## Життєпис
Владислав Оніщук народився 1998 року в селі Судче Любешівського району (з 2020 року — Камінь-Каширського району) на Волині. З початком російське вторгнення в Україну у числі перших був мобілізований до лав Збройних Сил України. Проходив військову службу в 14-й окремій Волинській механізованій бригаді імені князя Романа Великого. Загинув 31 березня 2022 року під час ворожого обстрілу в районі села Новомиколаївка Первомайської селищної громади Вітовського району Миколаївської області. Поховали Владислава Оніщука 4 квітня в рідному селі.

## Нагороди
- Орден «За мужність» III ступеня (2022, посмертно) — за особисту мужність і самовіддані дії, виявлені у захисті державного суверенітету та територіальної цілісності України, вірність військовій присязі [4].

## Ушанування пам'яті
З 2 по 4 квітня 2022 року в Камінь-Каширському районі була оголошена триденна жалоба у зв'язку із загибеллю Владислава Оніщука.